# Moussa Sanogo (football)
Pour les articles homonymes, voir Moussa Sanogo.
Moussa Sanogo, né le 16 juillet 1983 à Abidjan, est un footballeur ivoirien qui joue au poste d'attaquant.
Il évolue actuellement sous les couleurs du Hoàng Anh Gia Lai, au sein du championnat vietnamien, après avoir passé près de 10 ans dans différents clubs belges. 

## Biographie
Il commence sa carrière au KSK Beveren, à l'instar de nombreux footballeurs ivoiriens découverts au sein de l'Académie de football créée par le technicien Jean-Marc Guillou.
Il inscrit 14 buts en première division belge lors de la saison 2004-2005, ce qui constitue sa meilleure performance.